# Дрост, Виллем
Виллем Дрост (нидерл. Willem Drost, крещён 19 апреля 1633, Амстердам — похоронен 15 февраля 1659, Венеция) — голландский живописец и гравёр Золотого века голландского искусства. Ученик Рембрандта. Его творчество оставило заметный след в художественном наследии двух крупных европейских центров — Амстердама и Венеции.

## Биография
О жизни художника известно немного, и он до настоящего времени является «загадочной фигурой». Предположительно, он родился в Амстердаме, но точно, когда и где — неизвестно. Около 1650 года, по сведениями нидерландского историографа Арнольда Хоубракена, он стал учеником Рембрандта, в конечном итоге развив тесные рабочие отношения, рисуя исторические сцены, библейские композиции, фигуры, в том числе на картинах Рембрандта, а также портреты. Хоубракен описал его как «художника исторических аллегорий и ученика Рембрандта… Я видел проповедь святого Иоанна Первозванного, которая была прекрасно написана и нарисована». Его картина 1654 года под названием «Вирсавия» была вдохновлена картиной Рембрандта, написанной в том же году на ту же тему и получившей то же название, хотя их трактовка различна; обе картины ныне хранятся в парижском Лувре.
До 1655 года Дрост находился в Амстердаме, а затем отправился в Италию, в Рим, где подружился с Иоганном Карлом Лотом и состоятельным утрехтским художником Иоаном ван дер Мером, который путешествовал в 1653 году по Италии в компании мариниста Ливе Вершуера.
По данным Хоубракена, Дрост сотрудничал с Иоганном Карлом Лотом в Венеции над утерянной позднее серией картин «Четыре евангелиста». Художник скончался в Венеции в 1659 году в возрасте двадцати пяти лет.

## Наследие и проблемы атрибуции
Количество известных нам картин, написанных Дростом невелико, в то время как Рембрандту приписывают больше двух тысяч картин и гравюр, большинство из которых не подписаны. В последние годы подлинность некоторых картин, приписываемых Рембрандту, была под вопросом. Важность этих работ Рембрандта такова, что в Амстердаме был создан Научно-исследовательский фонд Рембрандта чтобы рассмотреть все его работы на предмет того, были ли они созданы самим Рембрандтом или одним из его выдающихся учеников. Работы именно учеников Рембрандта из-за своей почти копийной схожести с работами и манерой учителя особенно сложно атрибутировать. Ныне учёные повторно приписали некоторые картины этим ученикам.
Дрост был признан одним из самых талантливых учеников Рембрандта. Так его картина 1654 года, названная «Портрет молодой женщины с руками, сложенными на книге», считалась творением Рембрандта более трёхсот лет. Также как и портрет молодого человека верхом на лошади, названный «Польским всадником», считался работой Рембрандта. Однако подлинность картины была подвергнута сомнению несколькими учёными, во главе с известным экспертом Юлиусом Хельдом. Многие другие, включая доктора Джошуа Брайна из Фонда Ребрандта, ныне полагают, что картина может принадлежать Дросту, как и несколько других.

## Галерея

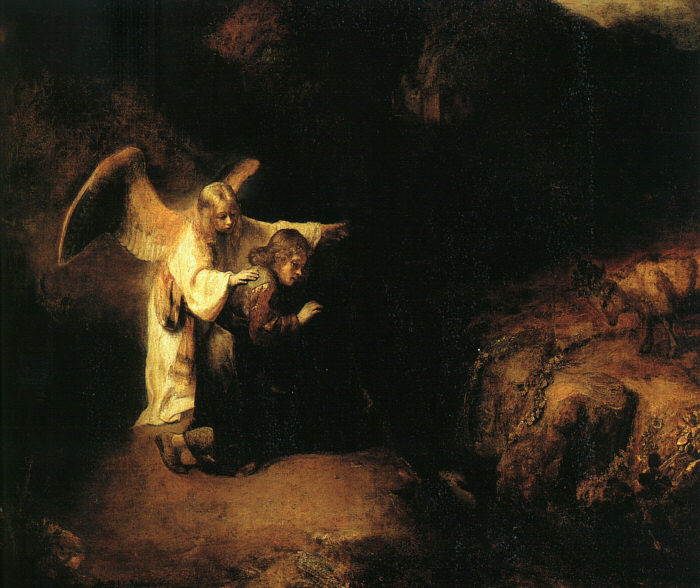
Видение пророка Даниила. 1650. Холст, масло. Берлинская картинная галерея
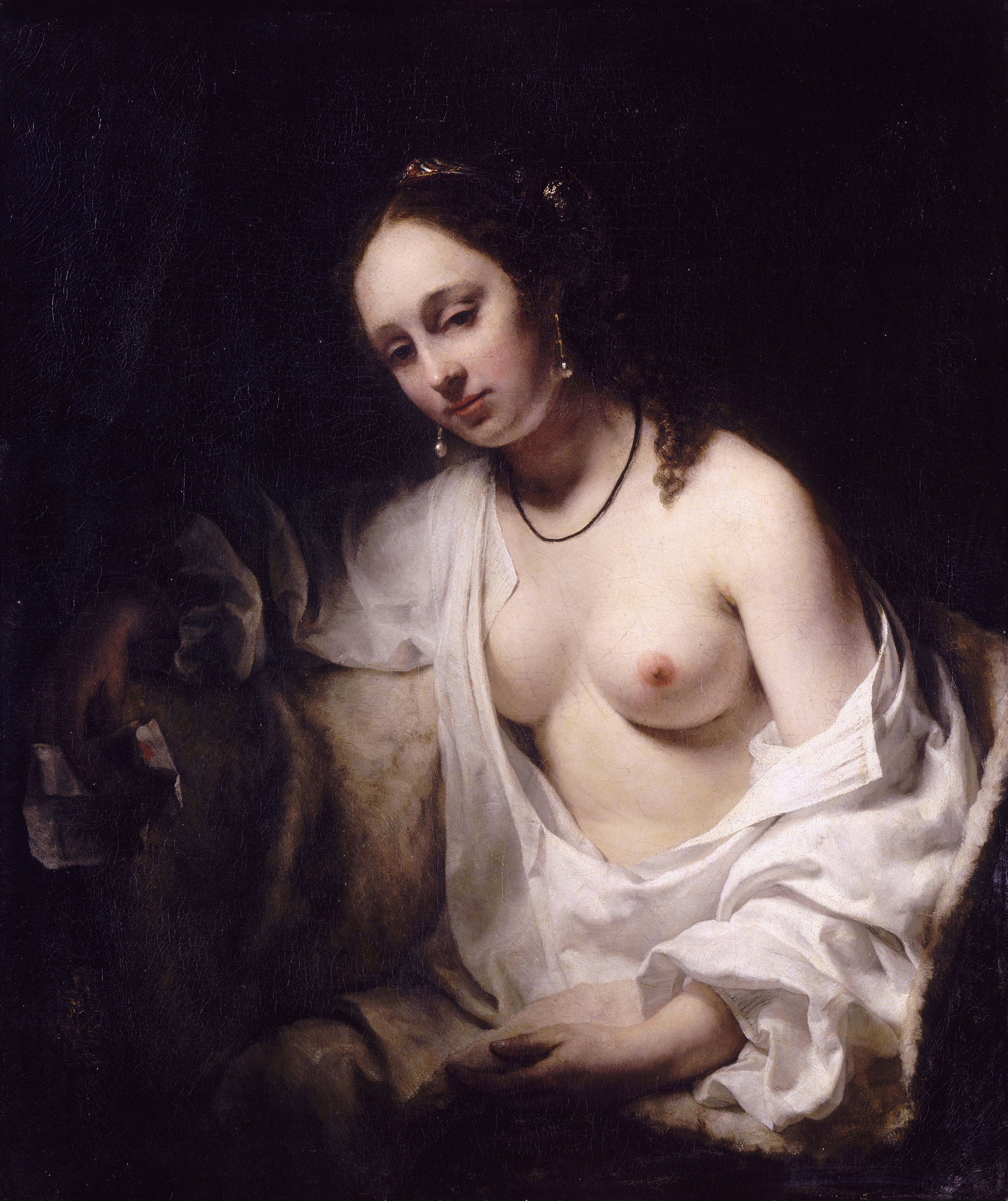
Вирсавия с письмом царя Давида. 1654. Холст, масло. Лувр, Париж
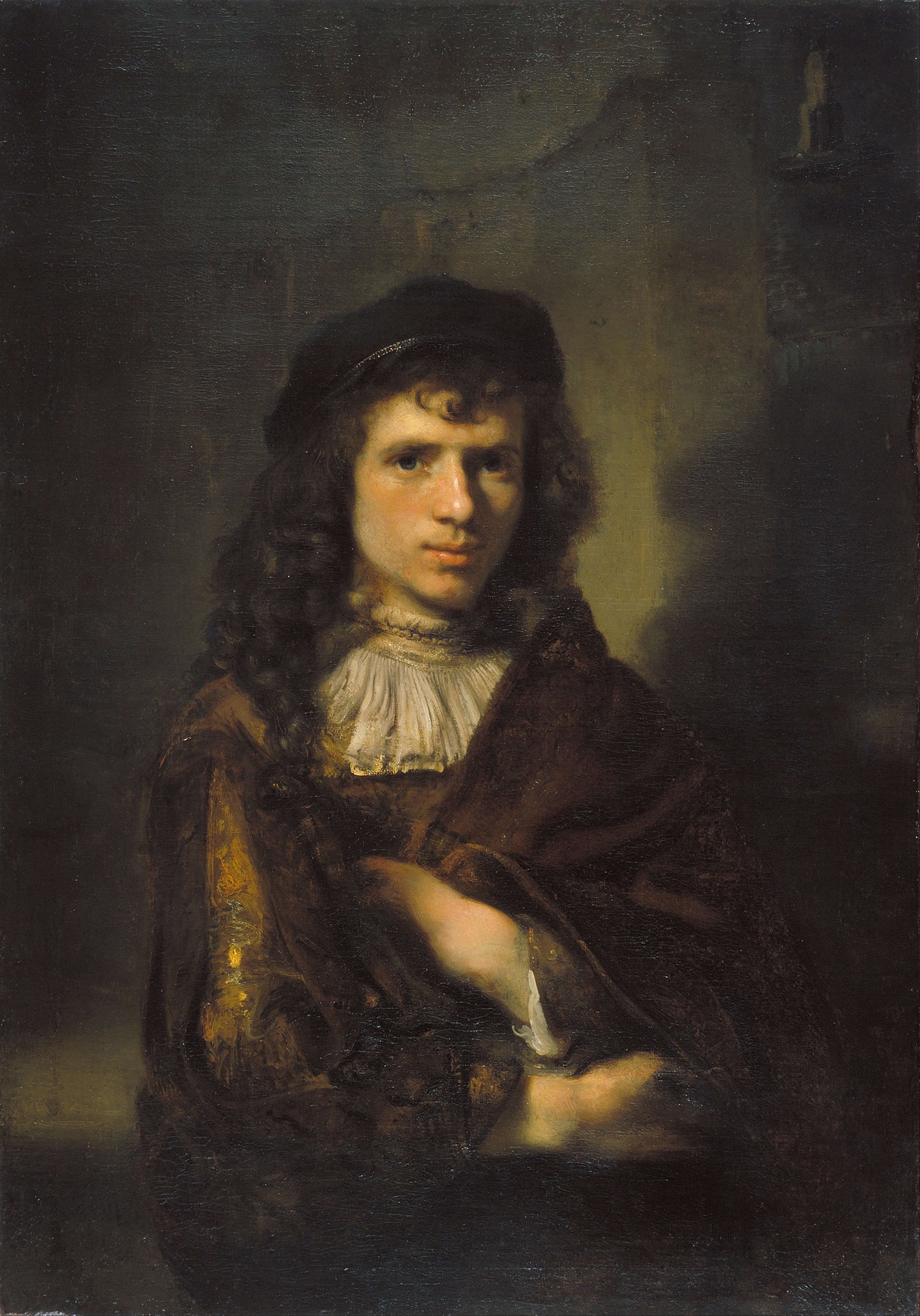
Портрет молодого человека. Ок. 1654. Холст, масло. Национальный музей искусства Каталонии, Барселона
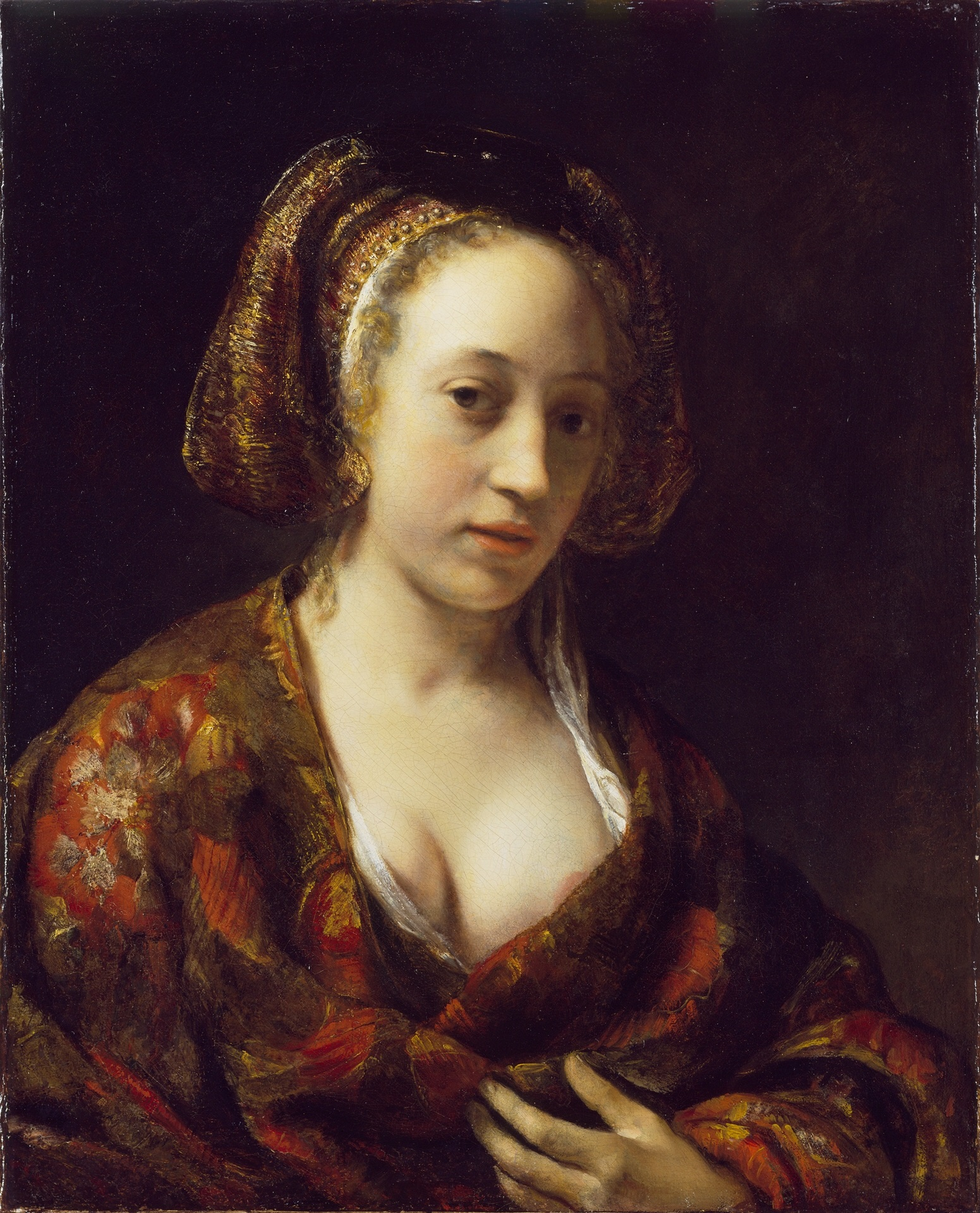
Молодая женщина в парчовом платье. Ок. 1654. Холст, масло. Собрание Уоллес, Лондон
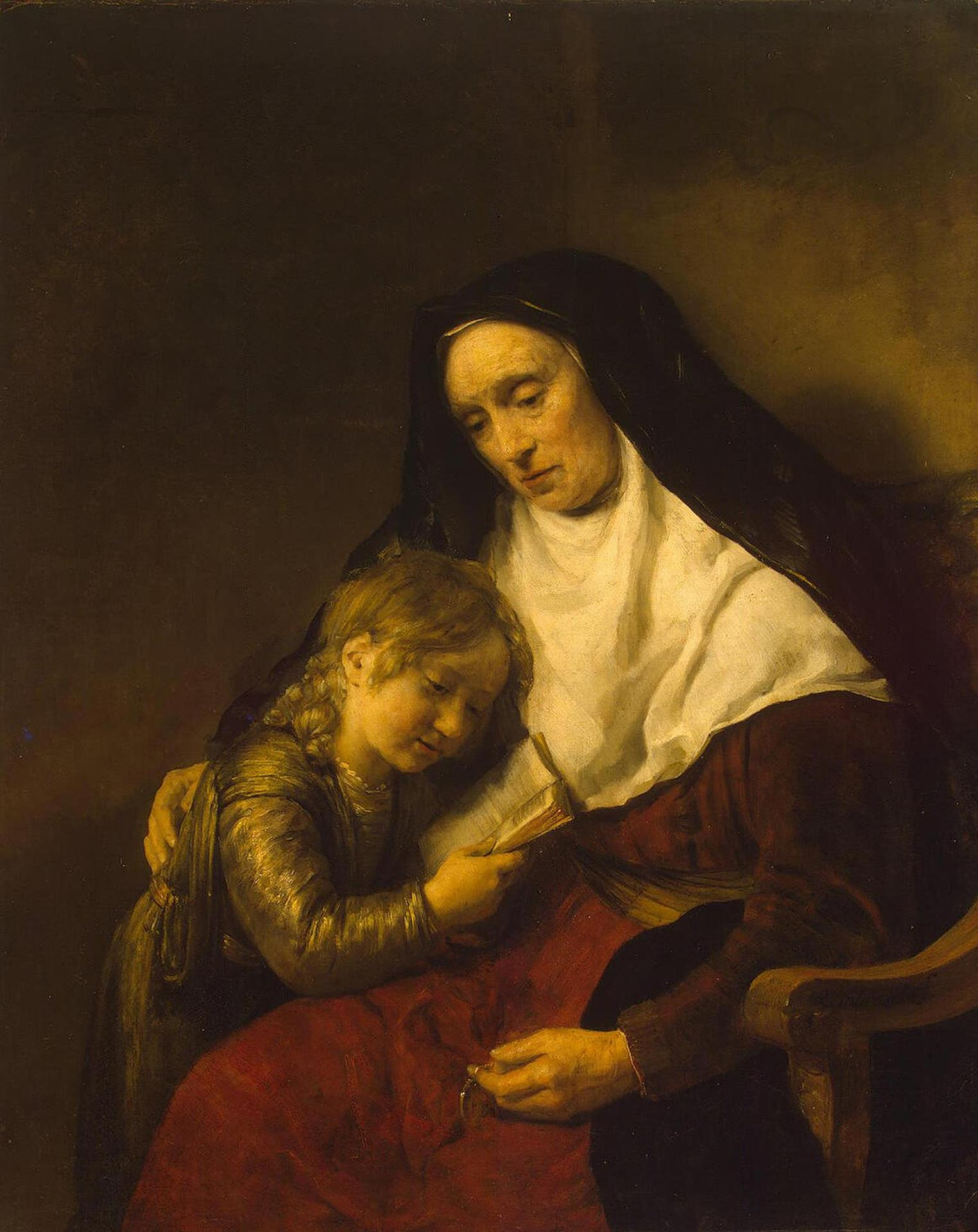
Пророчица Анна с сыном. 1650-е. Холст, масло. Государственный Эрмитаж, Санкт-Петербург

## Некоторые произведения
- 1651: Руфь и Ноеминь по дороге в Вифлеем — Музей Эшмола, Оксфорд
- 1652: Автопортрет
- 1653: Портрет мужчины — (Метрополитен, Нью-Йорк);
- 1653: Портрет женщины — Museum Bredius, Гаага;
- 1653: Философ — Национальная галерея искусства, Вашингтон;
- 1654: Портрет молодой женщины — Собрание Уоллеса, Лондон;
- 1654: Портрет молодой женщины с руками, сложенными на книге — Национальная галерея, Лондон;
- 1654: Портрет офицера в красном берете — Галерея Дэвида Файнлэя, Нью-Йорк
- 1654: Вирсавия — Лувр, Париж;
- 1655: Мужчина, листающий книгу, Лувр, Париж;
- 1655: Жестокий слуга — Собрание Уоллеса, Лондон;
- 1655: «Играющий на флейте» — из частной коллекции (Германия)
- ок.1655: Портрет мужчины в широкополой шляпе — Национальная галерея Ирландии, Дублин;
- ок. 1656 Юноша с флейтой — из частной коллекции (Скандинавия)
- ок.1657: Тимофей и Лоида — Эрмитаж, Санкт-Петербург
- ок.1658: Мальчик с блокфлейтой — Galleria Palatina, Флоренция;
- ок.1659 L'écaillère — Лувр, Париж
- ок.1659: Меркурий и Аргус: Staatliche Kunstsammlungen — Галерея старых мастеров, Дрезден, Германия;
- 1659: Святой Матвей и Ангел — Музей искусств Северной Саролины, Роли (Северная Каролина)
- ок.1659: Авраам высылает Агарь и Измаила — Коллекция Колледжа Гилфорд, Гринсборо
- ок.1650: Автопортрет в образе Иоанна Богослова, Bader Collection, Милуоки;
- 1650-е: Пророчица Анна и ребёнок — Государственный Эрмитаж, Санкт-Петербург.